# Eulenspiegel-Brunnen (Braunschweig)

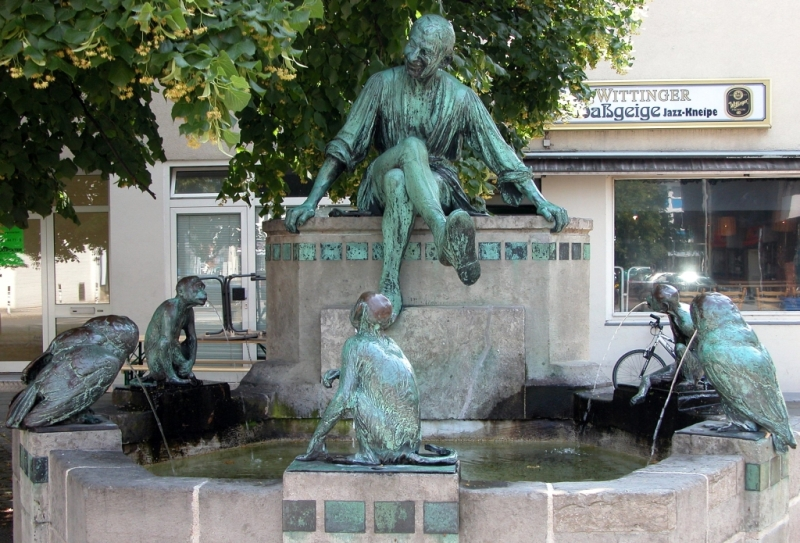
Eulenspiegel-Brunnen

Der Eulenspiegel-Brunnen in Braunschweig ist ein Zierbrunnen, der einen Streich der Gestalt des Till Eulenspiegel darstellt. Eulenspiegel-Brunnen gibt es auch in anderen Städten Deutschlands.

## Geschichte

### Eulen und Meerkatzen

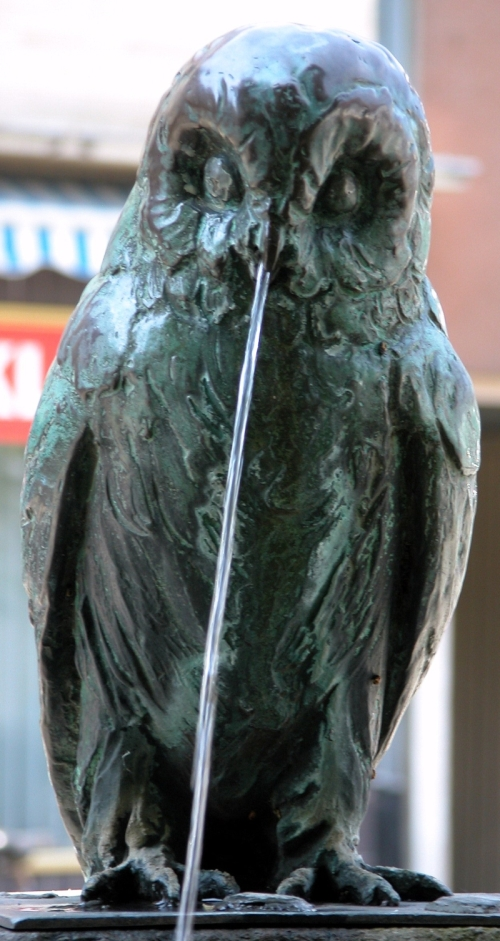
Eule

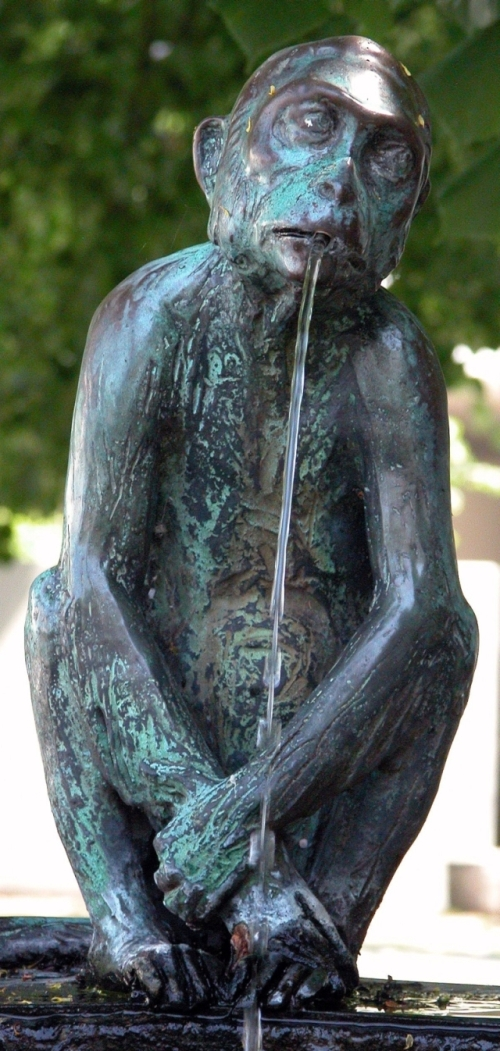
Meerkatze

Der Sage nach hat sich Till Eulenspiegel mehrfach in Braunschweig aufgehalten, wobei er Bürgern und Handwerkern der Stadt etliche Streiche gespielt haben soll – so auch den, dass er bei einem Bäcker am Bäckerklint 11, einer Straße in der Braunschweiger Innenstadt, statt Brot Eulen und Meerkatzen aus dem Teig gebacken hat. Noch heute kann man in einigen Braunschweiger Bäckereien Gebäck in Form von Eulen und Meerkatzen bekommen.

### Entstehungsgeschichte
Im Gedenken an den Narren Till Eulenspiegel und dessen Streiche in Braunschweig stiftete der jüdische Bankier Bernhard Meyersfeld den Brunnen im Jahre 1905, wobei es sich bei der Figur des Eulenspiegel um den Nachguss einer Statue von 1639 handeln soll.
Der Brunnen besteht aus einem sechseckigen Steinsockel mit Schale. Auf dem erhöhten Kopfteil des Brunnens sitzt lächelnd und lebensgroß Till Eulenspiegel, während auf dem Brunnenrand ihm zugewandt abwechselnd insgesamt zwei Eulen und drei Meerkatzen sitzen, die als Wasserspeier ausgeführt sind. Alle Figuren bestehen aus Bronze.
Auf der Rückseite des Sockels befindet sich folgende Inschrift:

„Dem lustigen Gesellen Till Eulenspiegel dort errichtet, wo er die Eulen und Meerkatzen buk. Erdacht und gemacht von Arnold Kramer aus Wolfenbüttel. Wieder aufgestellt zum Braunschweiger Heimattag am 1. Oktober 1950 im Gedenken an den Stifter des Brunnens von 1905 Bernhard Meyersfeld.“

Der Wolfenbütteler Künstler Arnold Kramer entwarf den Brunnen und führte ihn auch aus. Aufgestellt wurde er auf dem Bäckerklint, gegenüber dem Eulenspiegelhaus, in dem Till der Geschichte nach die Eulen und Meerkatzen gebacken haben soll. Die Enthüllung fand am 27. September 1906 statt.

### Zweiter Weltkrieg und Nachkriegszeit
Der Brunnen wurde während des Zweiten Weltkrieges weder ausgelagert noch geschützt, überstand aber dennoch als einziges Bauwerk unbeschädigt den Bombenangriff vom 15. Oktober 1944, während die gesamte – meist aus Fachwerkhäusern bestehende – Umgebung vollkommen zerstört wurde.
Zum Schutz vor Diebstahl und zur Vereinfachung der Trümmerräumung in der Umgebung wurde der Brunnen in der Nachkriegszeit zunächst entfernt, aber anlässlich des Braunschweiger Heimattages am 1. Oktober 1950 wieder am ursprünglichen Standort aufgestellt, wo er sich noch heute befindet.